# Mark Waters (réalisateur)
Pour les articles homonymes, voir Mark Waters et Waters.
Mark Waters est un réalisateur, producteur et scénariste américain, né le 30 juin 1964 à Wyandotte dans le Michigan.

## Biographie
Il épouse l'actrice Dina Spybey le 10 novembre 2000.

## Filmographie

### Comme réalisateur
- 1997 : The House of Yes
- 2001 : Folles de lui (Head Over Heels)
- 2002 : Warning: Parental Advisory (téléfilm)
- 2003 : Freaky Friday : Dans la peau de ma mère (Freaky Friday)
- 2004 : Lolita malgré moi (Mean Girls)
- 2005 : Et si c'était vrai... (Just Like Heaven)
- 2008 : Les Chroniques de Spiderwick (The Spiderwick Chronicles)
- 2009 : Hanté par ses ex (Ghosts of Girlfriends Past)
- 2011 : Mr. Popper et ses Pingouins (Mr. Popper's Penguins)
- 2014 : Vampire Academy
- 2016 : Bad Santa 2
- 2020 : Magic Camp
- 2021 : Il est trop bien (He's All That)
- 2024 : La Mère de la mariée (Mother of the Bride)
- 2025 : La Dolce Villa

### Comme producteur
- 2005 : Sorry, Haters
- 2009 : (500) jours ensemble ((500) Days of Summer)

### Comme scénariste
- 1997 : The House of Yes